# Nurse Jackie
Nurse Jackie är en amerikansk dramakomediserie som hade premiär 8 juni 2009. Seriens sista avsnitt gick 28 juni 2015.

## Handling
Serien handlar om Jackie Peyton, en sjuksköterska på akuten på All Saints Hospital i New York.

## Rollista

### Huvudroller
| Edie Falco         | – Jackie Peyton               |
| Eve Best           | – Eleanor O'Hara              |
| Merritt Wever      | – Zoey Barkow                 |
| Paul Schulz        | – Eddie Walzer                |
| Peter Facinelli    | – Fitch "Coop" Cooper         |
| Dominic Fumusa     | – Kevin Peyton                |
| Anna Deavere Smith | – Gloria Akalitus             |
| Haaz Sleiman       | – Mohammed "Mo-Mo" de la Cruz |

### Biroller
| Daisy Tahan       | – Fiona Peyton (säsong 1) |
| Mackenzie Aladjem | – Fiona Peyton            |
| Ruby Jerins       | – Grace Peyton            |
| Stephen Wallem    | – Thor                    |
| Arjun Gupta       | – Sam                     |
| Lenny Jacobson    | – Lenny                   |
| Jaimie Alexander  | – Tunie Peyton            |
| Rene Ifrah        | – Ryan                    |
| Gbenga Akinnagbe  | – Kelly Slater            |
| Bobby Cannavale   | – Michael Cruz            |